# Bottom Boat
Bottom Boat es una localidad situada en el condado de Yorkshire del Oeste, en Inglaterra (Reino Unido). Tiene una población estimada, a mediados de 2020, de 1178 habitantes.
Se encuentra ubicada al oeste de la región de Yorkshire y Humber, cerca de la frontera con la región Noroeste de Inglaterra, de los montes Peninos y de la ciudad de Leeds —la capital del condado y de la región—.